# Batalha de Zusmarshausen
A Batalha de Zusmarshausen foi travada em 17 de maio de 1648 entre as forças imperiais da Baviera sob Peter Melander Graf von Holzappell e um exército aliado franco-sueco sob o comando de Carl Gustaf Wrangel e Turenne no moderno distrito de Augsburg, na Baviera, Alemanha. A força aliada saiu vitoriosa, e o exército imperial só foi resgatado da aniquilação pela teimosa luta de retaguarda de Raimondo Montecuccoli e sua cavalaria.
Zusmarshausen foi a última grande batalha da guerra a ser travada em solo alemão, e também foi a maior batalha (em termos de número de homens envolvidos; baixas foram relativamente leves) a ocorrer nos últimos três anos de luta.

## Batalha

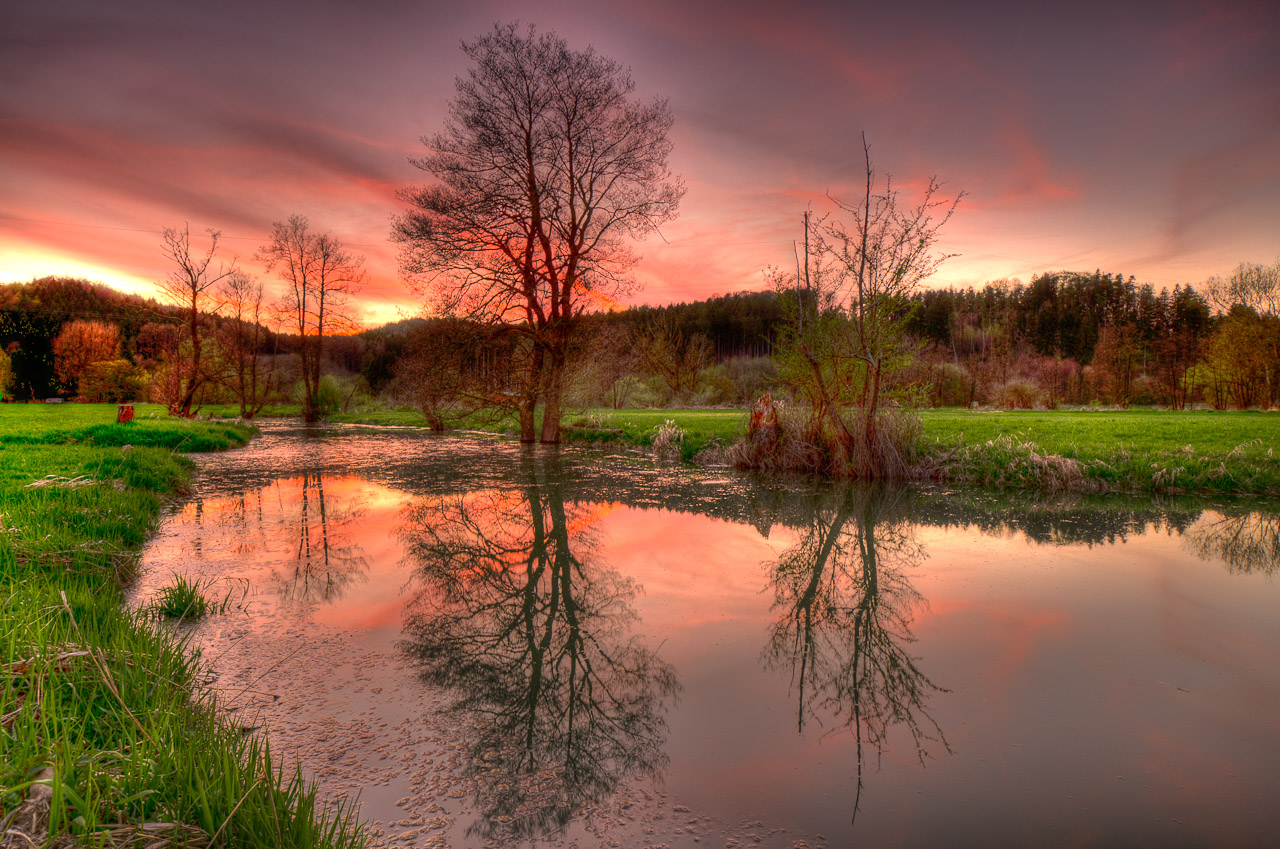
O rio Schmutter, ao longo do qual os imperiais se posicionaram na tarde de 17 de maio.

A batalha começou às 7 da manhã de 17 de maio, quando as tropas de Montecuccoli em Zusmarshausen foram atacadas pela vanguarda sueca. Montecuccoli resistiu aos ataques suecos por uma hora antes de ordenar a seus homens que recuassem para o leste até a vila de Herpfenried, onde montaram outra arquibancada. Desta vez, no entanto, um grupo de cavalaria francesa conseguiu contornar o lado sul da posição de Montecuccoli, ameaçando separá-lo do resto do exército imperial-bávaro. O próprio Melander correu de volta para resgatar a retaguarda e, na confusão resultante, o general foi baleado no peito e morto.
Montecuccoli conseguiu libertar seus homens sobreviventes de Herpfenried por volta do meio-dia e, às 14h, reuniu-se a Gronsfeld e ao resto do exército, que havia assumido uma posição defensiva na margem leste do Schmutter. Mais tarde naquela tarde, a vanguarda francesa apareceu e fez alguns ataques de sondagem do outro lado do rio, mas eles não tinham forças para montar um ataque sério (a maior parte do exército franco-sueco ainda estava enfileirada ao longo da estrada de Ulm) e a noite caiu antes essas forças podem se tornar disponíveis.
Sob o manto da escuridão, Gronsfeld abandonou a terraplanagem improvisada no Schmutter e completou a retirada para Augsburg. As perdas do exército imperial-bávaro foram 1 582 mortos ou feridos, 315 prisioneiros, 6 canhões de campanha, partes da bagagem e o comandante caído von Holzappel, mas a maior parte da força escapou.